# Egri csillagok (film, 1968)
Az Egri csillagok 1968-ban bemutatott magyar–bolgár történelmi kalandfilm, amely Gárdonyi Géza azonos című regényéből készült. Az élőszereplős játékfilm rendezője Várkonyi Zoltán, producere Németh András. A forgatókönyvet Nemeskürty István írta. A főszerepekben Kovács István, Venczel Vera és Sinkovits Imre láthatóak. A zenéjét Farkas Ferenc szerezte. A mozifilm a Mafilm gyártásában készült, a MOKÉP forgalmazásában jelent meg. A film jeleneteit 1967 nyarán vették fel magyarországi és bulgáriai helyszíneken.
Magyarországon 1968. december 19-én mutatták be a mozikban. A teljes körűen restaurált és felújított, 4K felbontású digitális változatban 2018. október 22-én a Mozi+, 25-én a mozikban is újra bemutatták. Ezt az tette lehetővé, hogy Eastmacolor nyersanyagra, Agascope eljárással készült 2,35:1 képarányú változatban.

## Cselekmény

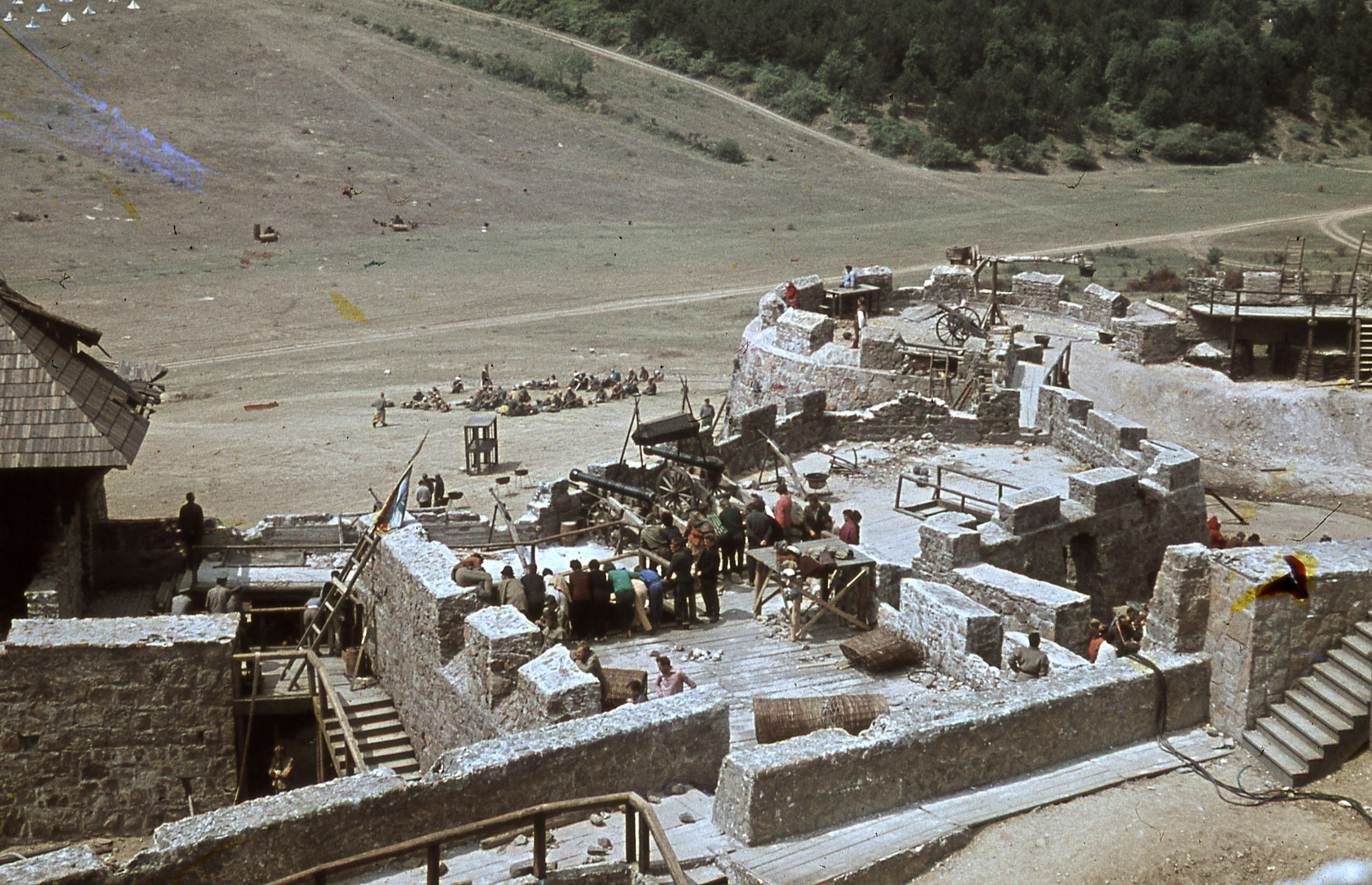
Az egri vár kicsinyített másolata Pilisborosjenő közelében, a film forgatásakor

### I. rész
A filmváltozat számos helyen eltér Gárdonyi Géza közismert történetétől. A nyitókép nem a patakban fürdőző két gyermek, hanem Szulejmán szultán (Major Tamás), akit rituálisan felöltöztetnek a sátrában, majd a beérkező anatóliai vezérek közlik vele, hogy Habsburg Ferdinánd főherceg és trónkövetelő visszavonulásra kényszerítette a török hadat Bécs alól (ez 1529-ben történt). Ezt követően látható Bornemissza Gergő és Cecey Vicuska török fogságba esésének története (a regény 1533-ra datálja). Gergő azonban még aznap este Vicuskával és két lóval együtt megszökik Jumurdzsák táborából, ebben egy ottani kis török szolgafiú is segíti (nem szerepel a regényben). A kisfiú beszámolója után Dobó István (Sinkovits Imre) és csapata a többi magyar fogoly kiszabadítására indul (a regény szerint előbb erősítést kellett beszerezni, mert a török csapat jelentős erőt képviselt és más portyázók is garázdálkodtak a környéken).
Jumurdzsák (Bárdy György) a támadás során nyílvesszőt kap a hátába, de túléli, Gergő viszont a török lovával együtt elvitte a férfi amulettgyűrűjét, amit a történet hátralevő részében a félszemű janicsár lázasan keres.
A film teljesen mellőzi Gábor pap figuráját (a regényben ő kegyelmez meg Jumurdzsáknak, és ő veszi el tőle a gyűrűt, amit egy levél kíséretében Gergőnek ad), és a szultán elleni merényletkísérlet is kimarad.
A következő jelenet már mintegy évtizeddel később 1541-ben, Buda váránál játszódik: Gergely (Kovács István) Török Bálint (Bessenyei Ferenc) apródjaként kíséri urát Szulejmán táborába, a kisded király, János Zsigmond kíséretében. Eközben a törökök csellel elfoglalják Budát, a szultán csalárd módon Török Bálintot fogságba ejti, és Isztambulba hurcoltatja, az özvegy királynét, Izabellát (Ruttkai Éva) pedig a csecsemő királlyal együtt Erdélybe küldi. A királyné egyik udvarhölgye Cecey Éva. Rövid epizódot követően – amelyben Mekcsey (Bitskey Tibor) és Gergely becsületbeli párbajt vívnak, majd megegyeznek, hogy együtt megpróbálják Török Bálintot kiszabadítani a fogságból – Gergely is követi Évát Gyalu várába, ahol megérkezésekor tudja meg, hogy szerelme éppen házasodni készül a királyné akaratából. Vicuska – a Fürjes Ádámmal való tánca után –, megszökik az esküvőről, és csatlakozik a Bálint úr kiszabadítására induló csapathoz. Útjuk során összeházasodnak Gergellyel.
A társaság elindul Isztambulba, Török Bálint kiszabadítására.De Jumurdzsáknak gyanúsnak tűnnek, ezért követi őket. Az oszmán birodalom fővárosában olasz vándorénekeseknek adják ki magukat, és megpróbálják a Héttorony parancsnokát egy aranytállal és pénzzel lefizetni. Jumurdzsáknak azonban sikerül figyelmeztetnie a parancsnokot. Végül Gergely, Éva, Mekcsey és Török Jancsi dolgukvégezetlenül hagyják el Isztambult.

### II. rész
1552-t írunk. Gergely egy csapattal Eger várába vonul, amit készül megostromolni a török. Közben Évához félszemű férfi állít be és Gergely gyűrűje iránt érdeklődik. Éva gyanút fog, de Jumurdzsákot először nem ismeri fel. A török egy óvatlan pillanatban a vásárban elcsalja Bornemisszáék barátjától, Miklós diáktól Éva és Gergely kisfiát, Jancsikát. Éva és Miklós elhatározzák, hogy eljutnak Eger várába.
A várban közben 1500 védő készülődik az ostromra. Dobó István várkapitány számára világos, hogy „ez a vár most az ország”. Amikor az egyik bástyát nagyon erőteljesen ostromolja a török, belelövet, ezzel sikeresen megakadályozva a vár bevételét, de egyik tisztjének élete árán.
Hegedűs István hadnagy egyre elégedetlenebb a vár helyzetével és árulást kísérel meg. Sárközi cigány, Gergely régi barátja, felfedi Hegedűs és társai árulását. A hadnagy életével lakol; felakasztják.
A férfiruhába öltözött Éva és Miklós eközben egy titkos alagúton közeledik a várhoz, de közben fölfedezik őket a törökök. Éva el tud menekülni, Miklós diák feláldozza önmagát – felrobbantja a vár puskaporos raktárját az őt elfogó törökökkel együtt. Bent a várban Éva felfedi magát Dobónak, aki megígérteti vele, hogy jelenlétét Gergely, „a vár esze” előtt titokban tartja. Végül Éva is bekapcsolódik a harcba, mikor a harcokban meglátja Jumurdzsákot. A töröknek sikerül megsebesítenie az asszonyt, de végül megölik. Gergely felfedezi az elalélt Évát és megtudja, hogy a törökök valóban elrabolták a fiát. Végül az oszmán hadsereg eltakarodik a várfalak alól, Jancsikát pedig sikerül kicserélni egy foglyul ejtett török kisfiúért.

## Szereplők
- Kovács István – Bornemissza Gergely
- Venczel Vera – Cecey Éva (Vicuska, Vica)
- Sinkovits Imre – Dobó István
- Bárdy György – Jumurdzsák
- ifj. Korga György – Bornemissza Jancsika
- Mádi Szabó Gábor – Cecey Péter
- Szemere Vera – Ceceyné
- Ruttkai Éva – Izabella királyné
- Bitskey Tibor – Mekcsey István
- Bessenyei Ferenc – Török Bálint
- Benkő Péter – Török Jancsi
- Benkő Gyula – Veli bég
- Agárdy Gábor – Sárközi cigány
- Somogyvári Rudolf – Hegedűs István hadnagy
- Tahi Tóth László – Kobzos Ádám, lantos
- Tordy Géza – Miklós deák
- Latinovits Zoltán – Varsányi Imre
- Velenczey István – György barát
- Sipeki Levente – Fürjes Ádám
- Gobbi Hilda – Baloghné
- Molnár Tibor – Márton atya
- Balázs Samu – III. Gyula pápa
- Szász Endre – festő
- Polgár Géza – Bolyky Tamás
- Rajz János – szerzetes
- Pándy Lajos – Fügedy
- Koncz Gábor – János
- Horváth József – Sukán János tiszttartó
- Farkas Antal – Debrői, a kocsmáros
- Zenthe Ferenc – Josef, a német tüzér
- Pathó István – német tüzér
- Tomanek Nándor – Bálint pap
- Major Tamás – Szulejmán szultán
- Mircso Manolov – török szakács
- Kern András – kukta
- Falvay Klára – Petri Anna, udvarhölgy
- Horváth Jenő – Majláth István
- Szakáts Miklós – Szokoli Mehmed
- Kovács Károly – Ahmed pasa az ostromnál
- Kőmíves Sándor – öregember Cecey házánál
- Bánhidi László – Jumurdzsák foglya
- Márkus László – török főúr
- Szabó Tünde – szép cigány lány
- Inke László – Ali beglerbég
- Basilides Zoltán – ál-Török Bálint
- Pécsi Ildikó – egri menyecske
- Horváth Teri – Bálintné
- György László – kovácsmester
- Bujtor István – kovács
- Körmendi János – felcser a várban
- Várkonyi Zoltán – Habsburg Ferdinánd király
- Dávid Kiss Ferenc – Ferdinánd király tolmácsa
- Szendrő József – pap
- Solti Bertalan – egri férfi
- Blaskó Péter, Garics János, Juhász Jácint – egri katonák
- Fonyó József, Horváth Sándor – mulatozó egri katonák
- Harsányi Gábor, Siménfalvy Sándor – várvédők
- Tábori Nóra, Temessy Hédi – egri nők

További szereplők: Békés Rita, Dávid Ágnes, Füzéresi Erika, Horváth Gyuri, Kiss Gábor, Lelkes Ágnes, Márky Géza, Megyeri Tomi, Misoga László, Nagy István, Németh Gyurika, Szakács Eszter, Tallós Endre, Upor Péter

## Érdekesség
Az első rész végén a tengerparti jelenetek egy részét a Balatonnál, más részüket meg Bulgáriában vették fel. A Pilisben pedig a filmforgatás céljára felépítettek egy díszletvárat, ahol a vár ostromának tömegjeleneteit forgatták. A török seregeket a Magyar Néphadsereg kiskatonái „alakították”, a forgatásra öt-tízezer sorkatonát vezényeltek ki. (Ennek köszönhető az a baki, hogy az ostromjelenet alatt több janicsár is olajzöld nadrágban és surranóban tűnik fel. A karórás baki azonban csak legenda.) A mozis nézettség alapján a 16. legnézettebb magyar film. A film részleteiben minden nap megtekinthető a Dobó István Vármúzeum Gótikus Püspöki Palotájának kiállítótermében.

## Televíziós megjelenés
- MTV / MTV-1 / TV-1 / M1 (korábban), MTV-2 / M2 (korábban), Duna TV (korábban), TV2 (1., 2. és 3. lógó), Filmmúzeum (korábban), ATV (korábban), Duna World (korábban), FEM3, Prime
- M1 (később), M2 (később), Duna (később), Filmmúzeum (később), Film+, Cool TV, Duna World (később), TV2 (4. lógó), PRO4 / Mozi+, ATV (később), Győr+ TV, M5, Magyar Mozi TV